# Johann Berckmann
Johann Berckmann, auch: Johannes B., Berchmann, Bergkmann, Bergmann, Berkmann (zwischen 1475 und 1500 vermutlich in Stralsund; † 12. März 1560 ebenda) war ein deutscher katholischer Theologe, der im Zuge der Reformation evangelisch wurde, und Chronist.

## Leben
Berckmann war nach eigenen Angaben bereits lange vor der Reformation in Stralsund als Prädikant tätig. Bartholomäus Sastrow schreibt in seiner Chronik, Berckmann sei Angehöriger des Augustinerordens im Stralsunder Johanniskloster gewesen; dieses war allerdings ein Kloster der Franziskaner. Johann Albert Dinnies wiederum gibt an, Berckmann sei Augustiner in Anklam gewesen. Möglicherweise lebte Berckmann tatsächlich im Johanniskloster und war für die Nonnen des Klosters St. Annen und Brigitten zuständig, die 1525 in das Katharinenkloster einzogen.
Er nahm schon kurz nach der Reformation den evangelischen Glauben an und heiratete. Er begab sich nach Neubrandenburg, wo er sich unter den Schutz von Herzogin Anna stellte, der Gattin von Albrecht VII., und predigte dort die evangelische Lehre.
Auf der Flucht vor den Verfolgungen des Bischofs von Havelberg-Wittstock kehrte er Ende 1524 nach Stralsund zurück, wo er an einer neuen Schul- und Kirchenordnung mitarbeitete. Von 1527 bis 1555 war er Pfarrer an der Stralsunder Marienkirche, im Jahr 1531 nahm er im Zusammenhang mit der Grafenfehde als Schiffspfarrer an einer Unternehmung gegen Dänemark teil. Vom 10. November 1555 bis zum 19. Juli 1556 war er Seelsorger der letzten Nonnen von St. Annen und Brigitten.

## Werk
Berckmann verfasste ab dem Jahr 1548 eine Chronik, die als Stralsundische Chronik die Jahre von 1510 bis zum 15. Februar 1560 beschreibt. Er folgt dabei abweichend von anderen zeitgenössischen Chroniken nicht der Sicht der Herrschenden. Die Chronik ist in plattdeutsch abgefasst. Während sich Bartholomäus Sastrow noch auf sie bezieht, verschwand sie danach lange Zeit und wurde erst 1819 von Gottlieb Mohnike wiederentdeckt und 1833 durch Mohnike und Ernst Heinrich Zober als erster Teil der Stralsundischen Chroniken veröffentlicht.

## Familie
Berckmanns Frau Ursula starb 1532, seine Tochter 1545.